# Sondernach
Sondernach (elsässisch Sunderna) ist eine französische Gemeinde mit 593 Einwohnern (Stand 1. Januar 2022) im Département Haut-Rhin in der Region Grand Est (bis 2015 Elsass). Sie ist Mitglied des Gemeindeverbands Vallée de Munster. Das Gemeindegebiet gehört zum Regionalen Naturpark Ballons des Vosges. 

## Geografie
Sondernach liegt an einem Ausläufer des Vogesenhauptkamms, etwa 25 Kilometer südwestlich von Colmar auf etwa 550 m Meereshöhe. Die Herkunft des Ortsnamens wird auf zwei Arten erklärt. Sondernach könnte sich aus „der Sonne nah“ ableiten, oder aus „zum sundern Ach“, da es der südlichste Ort im Fechttal ist.

## Geschichte
Von 1871 bis zum Ende des Ersten Weltkrieges gehörte Sondernach als Teil des Reichslandes Elsaß-Lothringen zum Deutschen Reich und war dem Kreis Colmar im Bezirk Oberelsaß zugeordnet.

## Bevölkerungsentwicklung
| Jahr                                            | 1910 | 1962 | 1968 | 1975 | 1982 | 1990 | 1999 | 2006 | 2019 |
| ----------------------------------------------- | ---- | ---- | ---- | ---- | ---- | ---- | ---- | ---- | ---- |
| Einwohner                                       | 1144 | 554  | 588  | 559  | 527  | 640  | 614  | 647  | 598  |
| Quellen: Gemeindeverzeichnis, Cassini und INSEE |      |      |      |      |      |      |      |      |      |

## Sehenswürdigkeiten
Bei Sondernach befinden sich der französische Soldatenfriedhof „Bois de Maettlé“ und die „Église de l’Emm“, die 1931 geweihte Pfarrkirche von Metzeral und Sondernach, die auch dem Gedenken der bei Metzeral Gefallenen des Ersten Weltkriegs gewidmet ist. Der 1920 angelegte Friedhof wurde in den Jahren 1924 und 1929 umgestaltet. Hier liegen 373 Tote des Ersten Weltkriegs, gefallen vornehmlich im Fechttal, begraben.

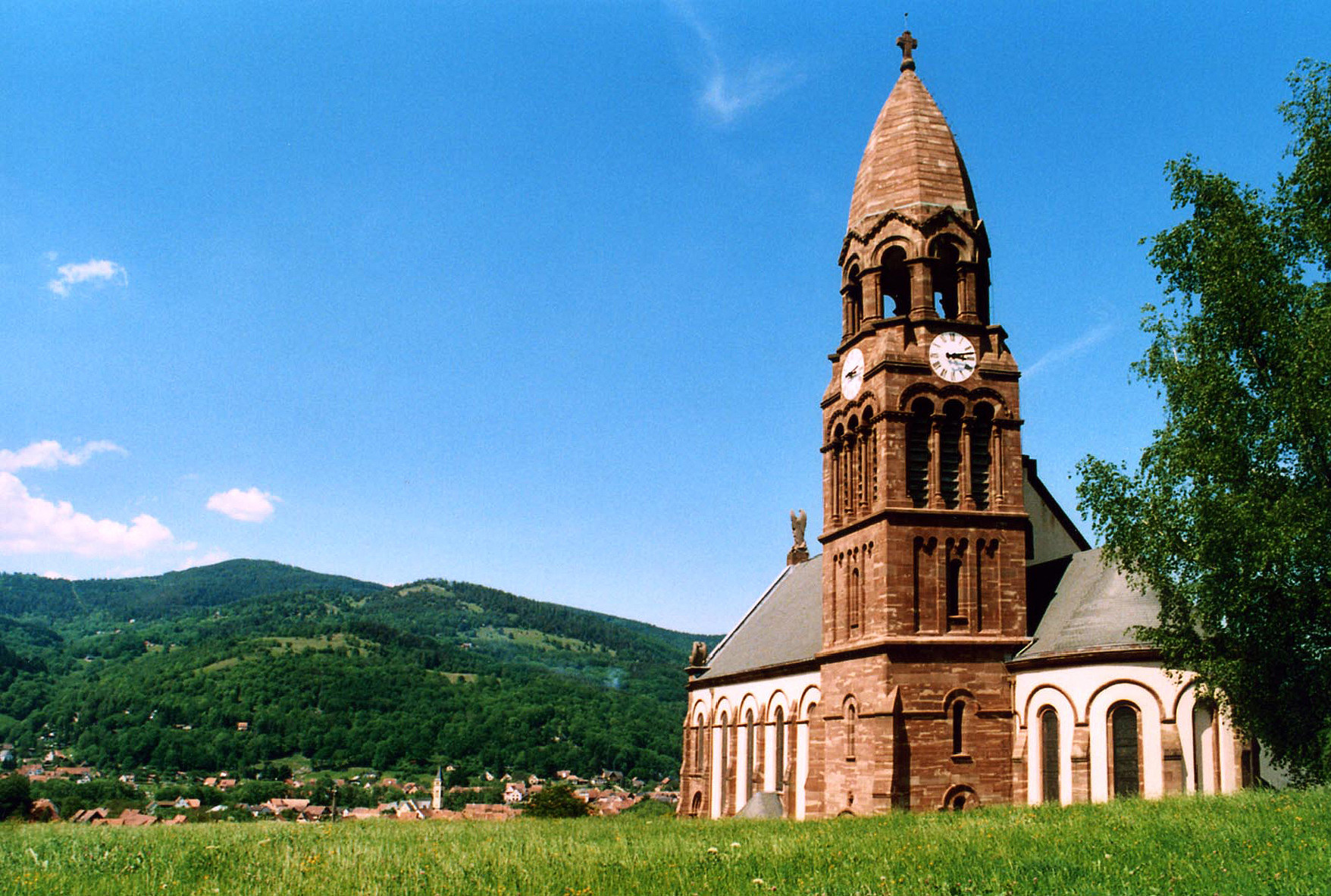
Église de l’Emm
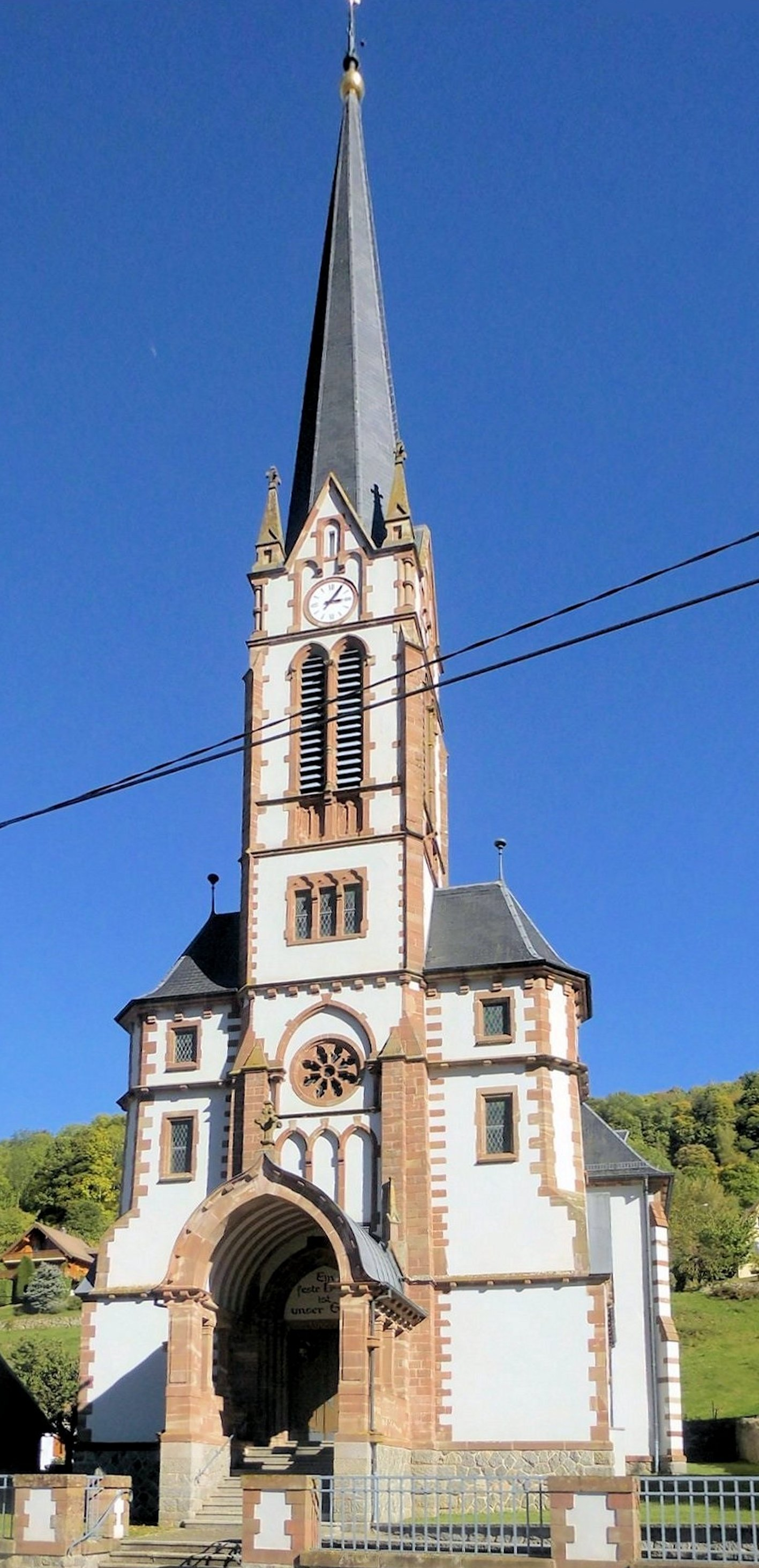
Lutherische Kirche